# Michael Kießling
Michael Hannes Kießling (* 29. Mai 1973 in Rüti, Schweiz) ist ein deutscher Politiker der CSU. Er ist seit 2017 Mitglied des Deutschen Bundestages.

## Ausbildung und Beruf
Kießling war von 1991 bis 1993 Zeitsoldat bei der Bundeswehr und absolvierte dort eine Ausbildung zum Krankenpflegehelfer. Seit 2003 ist er Major der Reserve. Ab 1993 studierte er Bauingenieurwesen an der Fachhochschule München und schloss das Studium 1998 als Bauingenieur (FH) ab. Von 1998 bis 2014 arbeitete Kießling bei Allplan, überwiegend im Bereich Produktmanagement. Berufsbegleitend absolvierte er ein MBA-Programm in der Schweiz und Boston.
Er ist in zweiter Ehe mit der russischen Flötistin Anna Wierer verheiratet. Aus seiner ersten Ehe stammen zwei Töchter.

## Politische Laufbahn
Bereits seit 1988 sammelte Kießling erste politische Erfahrungen als Mitglied der Jungen Union und der CSU. Seit 2014 engagiert er sich ehrenamtlich als Kreisrat und Mitglied des Kreisausschusses und gehört dem Landesvorstand der Kommunalpolitischen Vereinigung der CSU (KPV) an. Im Jahr 2019 übernahm er den Vorsitz des CSU-Kreisverbandes Landsberg am Lech.
Im Jahr 2014 wurde er zum Ersten Bürgermeister der Gemeinde Denklingen gewählt und gewann 2017 das Direktmandat des Bundestagswahlkreises Starnberg – Landsberg am Lech für den Deutschen Bundestag. Im 19. Deutschen Bundestag war Michael Kießling ordentliches Mitglied des Ausschusses für Bau, Wohnen, Stadtentwicklung und Kommunen sowie des Ausschusses für Umwelt, Naturschutz und nukleare Sicherheit und des Unterausschusses Bürgerschaftliches Engagement. Darüber hinaus wurde Michael Kießling 2019 als stellvertretendes Mitglied in den Untersuchungsausschuss zur PKW-Maut berufen.
Bei der Bundestagswahl 2021 verteidigte er mit 38,2 Prozent der Erststimmen sein Direktmandat. Im 20. Deutschen Bundestag ist Kießling ordentliches Mitglied des Ausschusses für Wohnen, Stadtentwicklung, Bauwesen und Kommunen sowie stellvertretendes Mitglied im Ausschusses für Umwelt, Naturschutz, nukleare Sicherheit und Verbraucherschutz. Im Dezember 2021 ist Kießling zum Ersten Stellvertretenden Vorsitzenden der Arbeitsgemeinschaft Kommunalpolitik der CDU/CSU-Bundestagsfraktion gewählt worden.
Bei der Bundestagswahl 2025 holte er mit 42,9 Prozent erneut das Direktmandat im Bundestagswahlkreis Starnberg - Landsberg am Lech und zog somit in den 21. Deutschen Bundestag ein. Er ist Mitglied im Ausschuss für Tourismus.

## Ehrenamtliches Engagement
Über 25 Jahre war Kießling neben seiner beruflichen und politischen Laufbahn ehrenamtlich in der Bergwacht in Weilheim engagiert, wo er früher auch als Ausbilder für Notfallmedizin tätig war. Er war Mitglied des Kreisvorstandes des Bayerischen Roten Kreuzes Landsberg am Lech und ist Mitglied des Stiftungsrates der Bundesstiftung Bauakademie und Bundesstiftung Baukultur.